# Grenadin (textil)
Grenadin är ett tunt gasaktigt siden eller halvsidentyg med tätare ränder eller mönster, ibland brocherat.
Grenadin användes till klänningstyg under 1800-talet. Även fransk taft och ett par andra tygsorter har ibland kallats grenadin, likaså starkt tvinnat snörmakerisilke.